# سیارک ۲۵۸۲۴
سیارک ۲۵۸۲۴ (به انگلیسی: 25824 Viviantsang، نامگذاری:2000DU75)۲۵۸۲۴مین سیارک کشف شده‌است که در ۲۹ فوریه ۲۰۰۰ کشف شد.